# Karl-Heinz Löffler (Fußballspieler)
Karl-Heinz Löffler (* 11. Februar 1927 in Themar; † 5. November 2016 in Bad Kissingen) war ein deutscher Fußballspieler. Für Turbine Erfurt spielte er in den 1950er Jahren sieben Jahre lang in der DDR-Oberliga, der höchsten Spielklasse im DDR-Fußball. 1954 und 1955 wurde er DDR-Meister.

## Sportliche Laufbahn
Löffler stieß im Januar 1951 zum Oberligisten BSG Turbine Erfurt, nachdem der etatmäßige Mittelfeldspieler Hans Birke für längere Zeit ausgefallen war. Er wurde zum ersten Mal am 19. Spieltag der Saison 1950/51 eingesetzt und bestritt bis zum Saisonende alle noch ausstehende 16 Punktspiele. Am 25. Spieltag erzielte in der Begegnung Turbine Erfurt – Motor Dessau (1:2) sein erstes Oberligator. Löffler wurde auch im Entscheidungsspiel um die DDR-Meisterschaft 1951 aufgeboten. Dieses Spiel war notwendig geworden, nachdem Turbine Erfurt und die BSG Chemie Leipzig am Saisonende punktgleich an der Tabellenspitze standen. Löffler spielte rechter Außenläufer und verlor mit seiner Mannschaft 0:2. In der Spielzeit 1951/52 bestritten Löffler und Jochen Müller als einzige alle 36 Punktspiele. Nachdem Trainer Hans Carl Löffler zunächst in drei Spielen als Rechtsaußenstürmer ausprobiert hatte, durfte Löffler anschließend wieder auf seiner Stammposition im rechten Mittelfeld spielen. 1952/53 konnte sich Löffler zum zweiten Mal mit einem Oberligatreffer in die Torschützenliste der Erfurter eintragen, wurde aber nur in 15 der 32 Punktspiele eingesetzt.
In der Saison 1953/54 wurde die BSG Turbine Erfurt zum ersten Mal DDR-Fußballmeister. Löffler konnte erst nach elf Spieltagen wieder regelmäßig in der Oberliga spielen und kam so noch auf 20 Einsätze bei 28 Punktspielrunden. Auch bei der erfolgreichen Titelverteidigung 1954/55, bei der die Erfurter ab November 1954 als Sportclub Turbine antraten, wirkte Löffler nur bei einem Teil der Punktspiele mit. Bis zum achten Spieltag stand er regelmäßig in der Mannschaft, danach wurde er, immer wieder mit längeren Pausen, nur noch unregelmäßig aufgeboten.
Als im Herbst 1955 eine Übergangsrunde mit 13 Spielen zum Wechsel in den Kalenderjahr-Rhythmus der Spielzeiten ausgetragen wurde, gehörte Löffler mit seinen sechs Einsätzen (zwei als Einwechselspieler) nicht zur Stamm-Mannschaft. Erst 1956 fand Löffler zu seiner früheren Form zurück und konnte, vom Saisonanfang spielend, 23 der 26 Punktspiele bestreiten. Im Alter von 30 Jahren ging er 1957 in seine siebte Oberligasaison. Es gelang ihm, alle 26 Punktspiele zu absolvieren, in denen er stets auf seiner Stammposition im rechten Mittelfeld eingesetzt wurde. Nach dem Ende der Saison beendete Löffler seine Laufbahn im höherklassigen Fußball. Von 1951 bis 1957 hatte er 151 Meisterschaftsspiele bestritten und zwei Tore erzielt.
Noch vor dem Mauerbau zog Löffler aus beruflichen Gründen nach München, wo er kurzzeitig für den TSV 1860 München aktiv war.